# Albraunia foveopilosa
Albraunia foveopilosa är en grobladsväxtart som beskrevs av Franz Speta. Albraunia foveopilosa ingår i släktet Albraunia och familjen grobladsväxter. Inga underarter finns listade i Catalogue of Life.